# Parochie Onze-Lieve-Vrouw-ter-Schelde
De Parochie Onze-Lieve-Vrouw-ter-Schelde is een voormalige parochie aan het Antwerpse Sint-Annastrand die van rond 1953 tot 2004 bestond. De parochie bestond iets langer dan 50 jaar.
Eind jaren 1940 had Linkeroever twee bevolkingskernen: in het zuiden lag het oude Sint-Anna aan het station Vlaams-Hoofd en in het noorden het Sint-Annastrand, ook wel de 'plage' genoemd. Deze bevolkingskernen waren gescheiden door een zandvlakte die moeilijk te bewandelen was. De bewoners van de plage moesten, als ze zondag de mis wilden bijwonen, wel een uur te voet.
De paters van Linkeroever zorgden voor een alternatief. Eerst werden lezingen gegeven rond 1944 in een leegstaand huisje maar in 1948 werd er een houten barak gebouwd. Na 1953 wordt er een permanente kerk aan de Gloriantlaan gebouwd en de Parochie Onze-Lieve-Vrouw-ter-Schelde opgericht. Deze parochie bestond van juist na de oorlog tot de kerkelijke fusie in 2004.
In 1969 werd een nieuw parochiecentrum gebouwd dat in 2000 door brand werd vernield. Er was geen wederopbouw van de kerk en werd gefuseerd met de andere parochies van Linkeroever (Parochie Sint-Lucas en de Sint-Anna-ten-Drieënkerk) in 2004.